# Chips (album)
Chips è il primo album in studio del gruppo musicale svedese Chips, pubblicato nel 1980.

## Tracce
Side A
1. A Little Bit of Loving
2. Sympathy
3. Weekend
4. So Long Sally
5. Starry Night
6. Paris

Side B
1. I Remember High School
2. Sensation
3. Don't Cry No More
4. It Takes More Than a Minute
5. In Arabia
6. Can't Get over You